# Rödnackad klockfågel
Rödnackad klockfågel (Aleadryas rufinucha) är en fågel i familjen klockfåglar inom ordningen tättingar.

## Utseende och läte
Rödnackad klockfågel är en medelstor knubbig tätting med olivgrön kropp, gul strupe, svart mustaschstreck, vitt bröst och grått ansikte med rostrött i nacken. Ögat är ljust. Vissa individer har vitt i pannan. Ungfågeln är olivgrön ovan och rostfärgad under. Lätena består av olika pipiga toner, inklusive en rätt lik rostklockfågeln eller en annan stigande. Även raspiga ljud kan höras.

## Utbredning och systematik
Rödnackad klockfågel placeras som enda art i släktet Aleadryas. Den förekommer enbart på Nya Guinea och delas in i fyra underarter med följande utbredning:
- Aleadryas rufinucha rufinucha – nordvästra Nya Guinea (Volgelkopbergen)
- Aleadryas rufinucha niveifrons – bergstrakter på centrala Nya Guinea
- Aleadryas rufinucha lochmia – Huonhalvön
- Aleadryas rufinucha gamblei – Herzogbergen och bergstrakter på sydöstra Nya Guinea

### Familjetillhörighet
Tidigare fördes den till familjen visslare, då med det svenska trivialnamnet rödnackad visslare. Flera DNA-studier visar dock att den inte är nära släkt och placeras nu i den nyskapade familjen klockfåglar (Oreoicidae) tillsammans med tofsklockfågel (Oreoica gutturalis) och rostklockfågel (Ornorectes cristatus, tidigare i släktet Pitohui). 

## Status och hot
Arten har ett stort utbredningsområde, men tros minska i antal, dock inte tillräckligt kraftigt för att den ska betraktas som hotad. Internationella naturvårdsunionen IUCN listar arten som livskraftig (LC).